# World Airways
World Airways war eine US-amerikanische Charterfluggesellschaft für Passagiere und Fracht mit Sitz in Peachtree City und Basis auf dem Flughafen Oakland.

## Geschichte

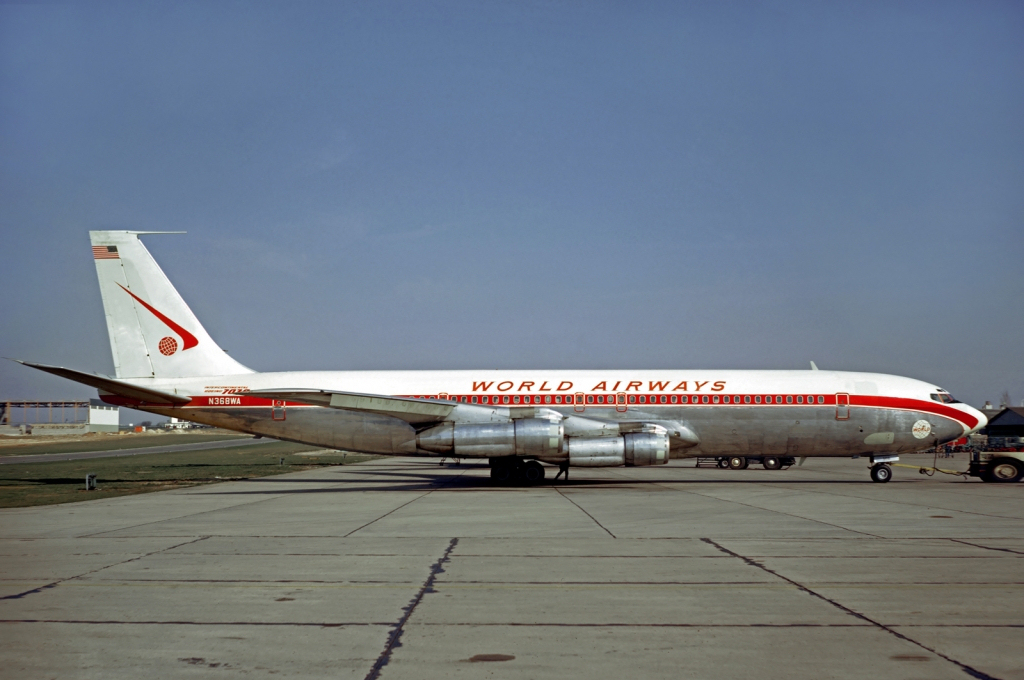
Eine Boeing 707 der World Airways Boeing im Jahr 1972

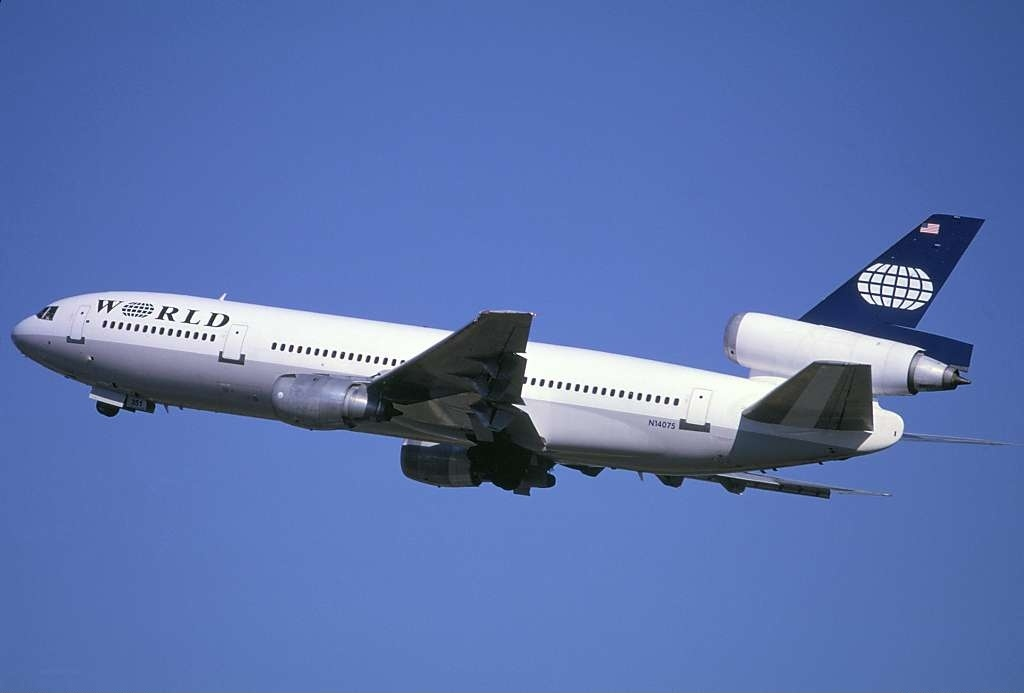
Eine DC-10-30 der World Airways im Jahr 2000

World Airways wurde 1948 von Benjamin Pepper gegründet. Mit einem Boeing 314-Flugboot startete man Charterflüge von der US-Ostküste aus. Ein Jahr später erfolgte die Anschaffung zweier Curtiss C-46. Im Jahr 1950 wurde Edward Daly Haupteigner der Gesellschaft und führte diese in den nächsten Jahren zu einer der großen und bekannten Chartergesellschaften. Zunächst beschaffte er Flugzeuge des Typs Douglas DC-4. Im Jahr 1951 gab es den ersten Auftrag der US-Regierung; er war die Grundlage für die – bis zuletzt für die Fluggesellschaft wichtigen – US-Regierungsaufträge. World Airways kaufte oder leaste in der Folgezeit Douglas DC-6 und Lockheed 1049 Constellation. Ab 1960 übernahm World Airways immer mehr Regierungsaufträge. 
Bereits im Jahre 1963 erhielt World Airways die erste Boeing 707. Mit dieser wurden regelmäßige Flüge von und nach Europa eingeführt, aber auch Flüge in die Karibik und nach Südamerika. Später wurden auch Boeing 727 angeschafft. Anfang der 1970er Jahre kam die Douglas DC-8 zur Flotte hinzu. Mit der Boeing 747, von denen World insgesamt drei Stück besaß, wurden ab Mai 1973 von Oakland, Kalifornien, aus Linienflüge nach London aufgenommen. Gleichzeitig wurden DC-10 beschafft.
Im Vietnamkrieg hatte World Airways eine Schlüsselposition für den Truppentransport der US-Armee und deren Ausrüstung von den USA nach Vietnam und zurück.
Das Liniengeschäft wurde mit Einführung der DC-10 weiter ausgebaut. Die Routen Hawaii-Los Angeles-Baltimore-London-Frankfurt waren über viele Jahre hinweg die preiswertesten Flüge zu diesen Zielen. Im Jahr 1988 zog sich World Airways – nach einer Umstrukturierung – aus dem Liniengeschäft abrupt zurück. Künftig flog World nur noch Charterflüge.
Im Jahr 1994 übernahm Malaysian Helicopter etwa 25 % des Kapitals und investierte in die Gesellschaft. 
Ab 1993 flog man auch wieder Passagiere linienmäßig nach Israel. Auch führte man wieder vermehrt Charterflüge nach eigenen Flugplänen durch, so z. B. nach Großbritannien und anderen Zielen in Europa. Doch auch diese Flüge wurden nach der Sommersaison 1996 eingestellt mit der Absicht, künftig nur noch Ad-hoc-Charter und Frachtflüge zu unternehmen. 
Während des 2. Golfkrieges, bei dem World Airways wieder viele Truppentransporte abwickelte, war die Fluggesellschaft – aufgrund der profitablen Geschäfte mit dem Militär – in der Lage, mehrere Flugzeuge vom Typ MD-11 zu beschaffen. Für die Truppen- und Materialflüge zwischen Nordamerika und dem Nahen Osten wurde neben der Ramstein Air Base und dem Flughafen Shannon auch der Flughafen Leipzig/Halle von World genutzt. Zivile Fluggesellschaften, wie World Airways, die für das US-Verteidigungsministerium operieren, benutzen in der Regel das Rufzeichen „Camber“ (CMB).
Im April 2007 kaufte New ATA Holdings (heute Global Aero Logistics) der World Air Holdings alle nordamerikanischen Fluglinien inklusive der North American Airlines, und World Airways ab, um global zu expandieren.
Im Frühjahr 2011 wurde nach über 30 Jahren Betrieb dieses Flugzeugtyps die letzte McDonnell Douglas DC-10 der World Airways ausgemustert.
Im Rahmen der Insolvenz nach Chapter 11 der Muttergesellschaft Global Aviation Holdings wurde die Flotte der World Airways bis April 2012 für eine Restrukturierung von 20 auf 10 Flugzeuge halbiert. Bereits im November 2013 mussten beide Gesellschaften jedoch erneut Insolvenz nach Chapter 11 beantragen. Im Zuge dessen reduzierte World Airways auch ihre Flotte von acht auf zwischenzeitlich drei Maschinen.
Am 27. März 2014 gab World Airways die sofortige Einstellung ihres gesamten Betriebs aus wirtschaftlichen Gründen bekannt.

### Weiternutzung des Namens
Eine Investmentgesellschaft aus Miami hat 2017 die Namensrechte erworben und wollte die Fluggesellschaft als Lowcost-Anbieter auf Langstreckenflügen mit bis zu zehn Boeing 777 oder Boeing 787 nach Asien und Lateinamerika positionieren. Chef der neuen Gesellschaft ist Ed Wegel, der 2011 schon an der Übernahme der Namensrechte von Eastern Air Lines beteiligt war, die 2017 von Swift Air übernommen wurde.

## Flugziele
World Airways bot zuletzt keine Linienflüge an. Das Hauptgeschäft der Gesellschaft war das als Dienstleister für die US Army, aber es wurden auch weltweit private Fracht- und Passagierflüge als Charter im Auftrag anderer Fluggesellschaften wie beispielsweise Air Canada, Sonair, Cargolux oder UPS Airlines durchgeführt. 

## Flotte

### Flotte bei Betriebseinstellung

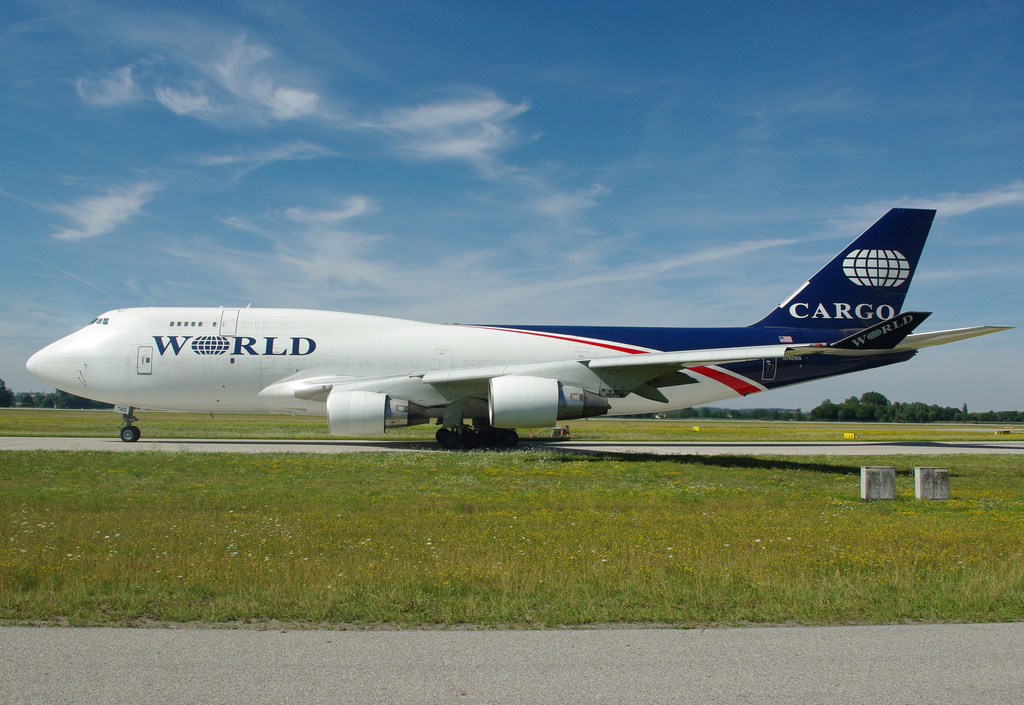
Eine Boeing 747-400 der World Airways

Mit Stand Dezember 2013 bestand die Flotte der World Airways aus vier Flugzeugen mit einem Durchschnittsalter von ca. 21 Jahren:
Passagierflugzeuge
- 2 McDonnell Douglas MD-11

Frachtflugzeuge
- 1 Boeing 747-400BDSF
- 1 McDonnell Douglas MD-11F

### Zuvor eingesetzte Flugzeuge

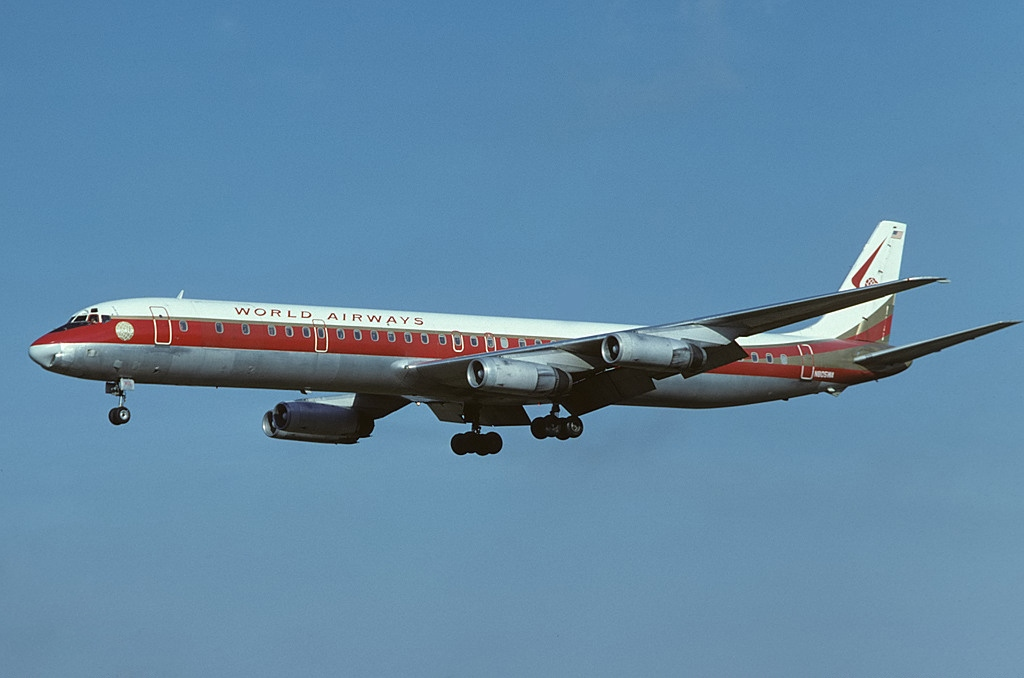
Eine Douglas DC-8-63CF der World Airways

Zuvor wurden auch folgende Flugzeugtypen eingesetzt:
- Boeing 314
- Boeing 707
- Boeing 727-100
- Boeing 727-200
- Boeing 747-100
- Boeing 747-200
- Convair CV-440
- Curtiss C-46
- Douglas DC-4
- Douglas DC-6
- Douglas DC-8-61, -63
- Lockheed L-1049H Super Constellation
- Lockheed Starliner
- McDonnell Douglas DC-10
- McDonnell Douglas MD-11

## Zwischenfälle
Von 1960 bis zur Betriebseinstellung 2014 kam es bei World Airways zu vier Totalschäden von Flugzeugen. Bei drei davon kamen 88 Menschen ums Leben. Beispiele:
- Am 19. September 1960 wurde eine Douglas DC-6A/B der World Airways (Luftfahrzeugkennzeichen N90779) 3,7 Kilometer nordöstlich des Startflugplatzes Guam-Agana Naval Air Station (Marianen) in einen Hügel geflogen. Die Maschine befand sich auf einem Charterflug für die US-Luftwaffe nach Wake Island. Bei diesem CFIT, Controlled flight into terrain, wurden 80 der 94 Insassen getötet, 7 Besatzungsmitglieder und 73 Passagiere.[9]

- Am 8. September 1973 verließ der Kapitän einer Douglas DC-8-63CF der US-amerikanischen World Airways (N802WA), mit der ein Frachtflug für die USAF von der Travis Air Force Base zum Flughafen Cold Bay (Aleuten) durchgeführt wurde, die vorgeschriebene Flugroute. Die Maschine überflog ein bergiges Gebiet, in dem sie unzuverlässige Navigationssignale erhielt. Auf einer Höhe von 1060 Metern wurde die Maschine in den 29 Kilometer östlich des Flughafens gelegenen Mount Dutton geflogen. Alle sechs Insassen kamen ums Leben.[10]